# Rubén Sosa
Rubén Sosa Ardáiz (Montevidéu, 25 de abril de 1966) é um ex-futebolista uruguaio que atuava como atacante.

## Carreira
Rubén Sosa defendeu durante muito tempo a Seleção Uruguaia, tendo disputado a Copa do Mundo de 1990.

## Títulos
Real Zaragoza
- Copa da Espanha: 1985–86

Internazionale
- Copa da UEFA: 1993–94

Borussia Dortmund
- Campeonato Alemão: 1995–96

Nacional
- Campeonato Uruguaio: 1998, 2000 e 2001

Seleção Uruguaia
- Copa América: 1987 e 1995

## Artilharias
Nacional
- Campeonato Uruguaio de 1998 — 13 gols (ao lado de Martín Rodríguez)
- Copa Libertadores da América de 1999 — 6 gols (ao lado de Víctor Bonilla, Fernando Baiano, Gauchinho, Ruberth Morán, e Martín Zapata)

Seleção Uruguaia
- Eliminatórias da Copa do Mundo de 1990 (CONMEBOL) — 5 gols (ao lado de Careca)

## Premiações
- Melhor jogador da Copa América de 1989